# Cintegabelle
Cintegabelle (occitan : Senta Gabèla) est une commune française située dans l'est du département de la Haute-Garonne, en région Occitanie. Sur le plan historique et culturel, la commune est dans le pays de l'Aganaguès ou plaine d'Ariège, parfois appelé basse Ariège, ou piémont ariégeois.
Exposée à un climat océanique altéré, elle est principalement drainée par l'Ariège et par son affluent l'Hers, qui se jette dans l'Ariège sur son territoire. Divers petits cours d'eau irriguent la commune, comme la Galage, la Jade, le ruisseau de Calers, l'Aure de Canté, le ruisseau de Cornus et le ruisseau de la Palanquelle. La commune possède un patrimoine naturel remarquable : un site Natura 2000 (« Garonne, Ariège, Hers, Salat, Pique et Neste »), un espace protégé (« la Garonne, l'Ariège, l'Hers Vif et le Salat ») et six zones naturelles d'intérêt écologique, faunistique et floristique.
Cintegabelle est une commune rurale qui compte 2 994 habitants en 2022, après avoir connu une forte hausse de la population depuis 1975. Elle fait partie de l'aire d'attraction de Toulouse. Ses habitants sont appelés les Cintegabellois ou Cintegabelloises.
Le patrimoine architectural de la commune comprend quatre immeubles protégés au titre des monuments historiques : le pigeonnier du Bouyssou, classé en 1946, l'abbaye de Boulbonne, classée en 1981, l'église Notre-Dame, classée en 1984, et le parc du Secourieu, inscrit en 1988.

## Géographie

### Localisation
La commune de Cintegabelle se trouve dans le département de la Haute-Garonne, en région Occitanie.
Elle se situe à 33 km à vol d'oiseau de Toulouse, préfecture du département, à 23 km de Muret, sous-préfecture, et à 6 km d'Auterive, bureau centralisateur du canton d'Auterive dont dépend la commune depuis 2015 pour les élections départementales.
La commune fait en outre partie du bassin de vie d'Auterive.
Les communes les plus proches sont : 
Saint-Quirc (4,7 km), Aignes (4,8 km), Mauvaisin (4,9 km), Lissac (5,1 km), Caujac (5,3 km), Labatut (5,8 km), Grazac (6,1 km), Auterive (6,1 km).
Sur le plan historique et culturel, Cintegabelle fait partie du pays de l'Aganaguès ou plaine d'Ariège, parfois appelé basse Ariège, ou piémont ariégeois. Ce pays, dont l'origine remonte probablement à l'époque carolingienne s'applique à la plaine de Pamiers et, par extension, à celle de Saverdun.
Cintegabelle est limitrophe de dix autres communes dont cinq dans le département de l'Ariège.
| Auterive                                              | Mauvaisin        | Aignes                            |
| Caujac                                                | Cintegabelle     | Calmont                           |
| Gaillac-Toulza, Saint-Quirc (Ariège), Lissac (Ariège) | Labatut (Ariège) | Saverdun (Ariège), Canté (Ariège) |

### Géologie et relief
La superficie de la commune est de 5 292 hectares ce qui en fait la quatrième plus grande superficie de la Haute-Garonne ; son altitude varie de 185  à   302 mètres.

### Hydrographie

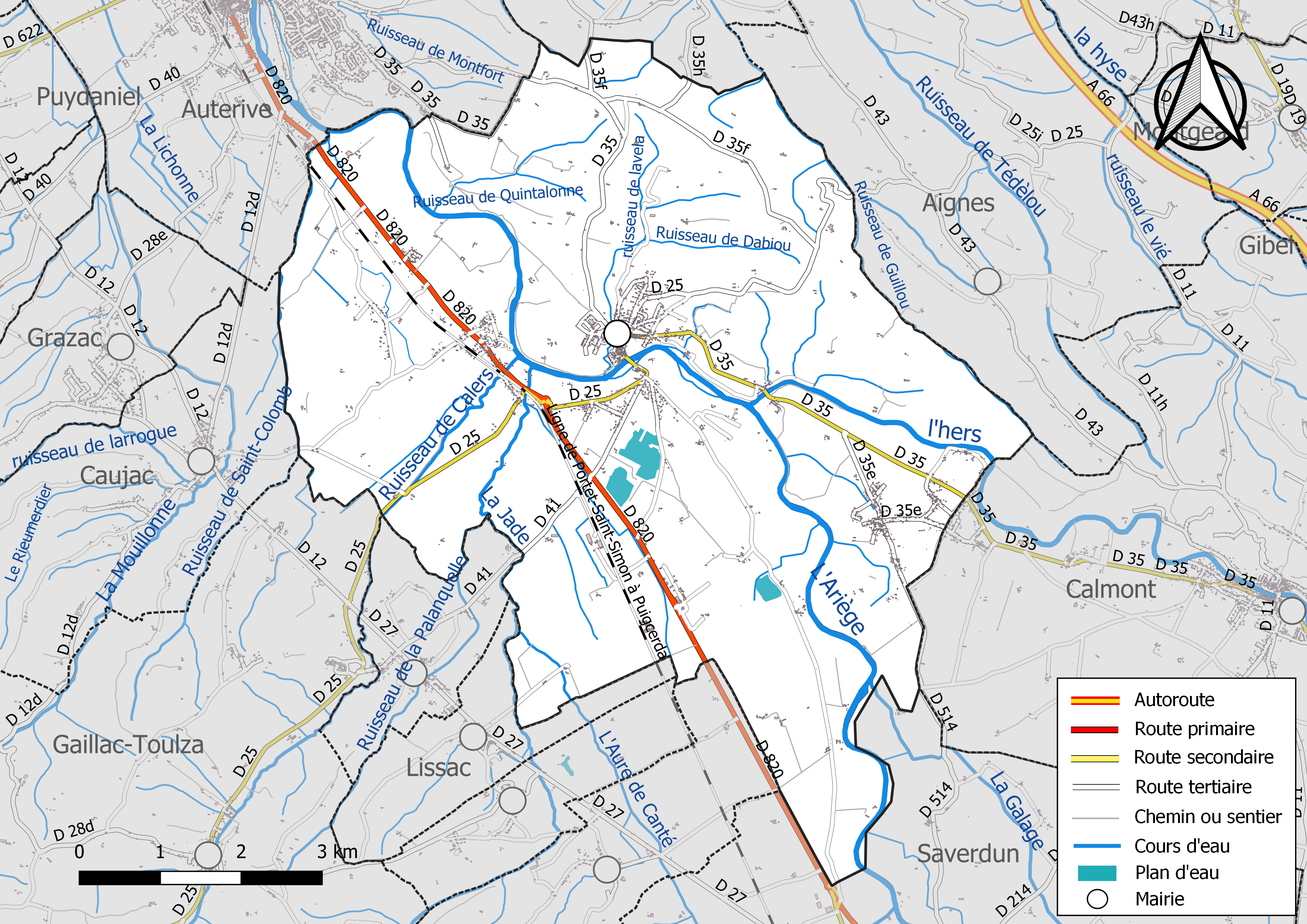
Réseaux hydrographique et routier de Cintegabelle.

La commune est dans le bassin de la Garonne, au sein du bassin hydrographique Adour-Garonne. Elle est drainée par l'Ariège, le Grand Hers, la Galage, la Jade, le Ruisseau de Calers, l'Aure de Canté, le ruisseau de Cornus, le ruisseau de la Palanquelle, le ruisseau de Saint-Colomb, un bras de l'Ariège, Rec de la Garenne de Daban, le ruisseau de Blandin, le ruisseau de Dabiou, constituant un réseau hydrographique de 70 km de longueur totale,.

### Climat
Pour des articles plus généraux, voir Climat de l'Occitanie et Climat de la Haute-Garonne.
En 2010, le climat de la commune est de type climat du Bassin du Sud-Ouest, selon une étude s'appuyant sur une série de données couvrant la période 1971-2000. En 2020, Météo-France publie une typologie des climats de la France métropolitaine dans laquelle la commune est exposée à un climat océanique altéré et est dans la région climatique Aquitaine, Gascogne, caractérisée par une pluviométrie abondante au printemps, modérée en automne, un faible ensoleillement au printemps, un été chaud (19,5 °C), des vents faibles, des brouillards fréquents en automne et en hiver et des orages fréquents en été (15 à 20 jours).
Pour la période 1971-2000, la température annuelle moyenne est de 13,1 °C, avec une amplitude thermique annuelle de 15,7 °C. Le cumul annuel moyen de précipitations est de 735 mm, avec 9,6 jours de précipitations en janvier et 5,6 jours en juillet. Pour la période 1991-2020, la température moyenne annuelle observée sur la station météorologique la plus proche, située sur la commune de Ségreville à 26 km à vol d'oiseau, est de 13,4 °C et le cumul annuel moyen de précipitations est de 747,6 mm,. Pour l'avenir, les paramètres climatiques de la commune estimés pour 2050 selon différents scénarios d'émission de gaz à effet de serre sont consultables sur un site dédié publié par Météo-France en novembre 2022.

### Milieux naturels et biodiversité

#### Espaces protégés
La protection réglementaire est le mode d’intervention le plus fort pour préserver des espaces naturels remarquables et leur biodiversité associée,.
Un espace protégé est présent sur la commune :
« la Garonne, l'Ariège, l'Hers Vif et le Salat », objet d'un arrêté de protection de biotope, d'une superficie de 1 658,7 ha.

#### Réseau Natura 2000

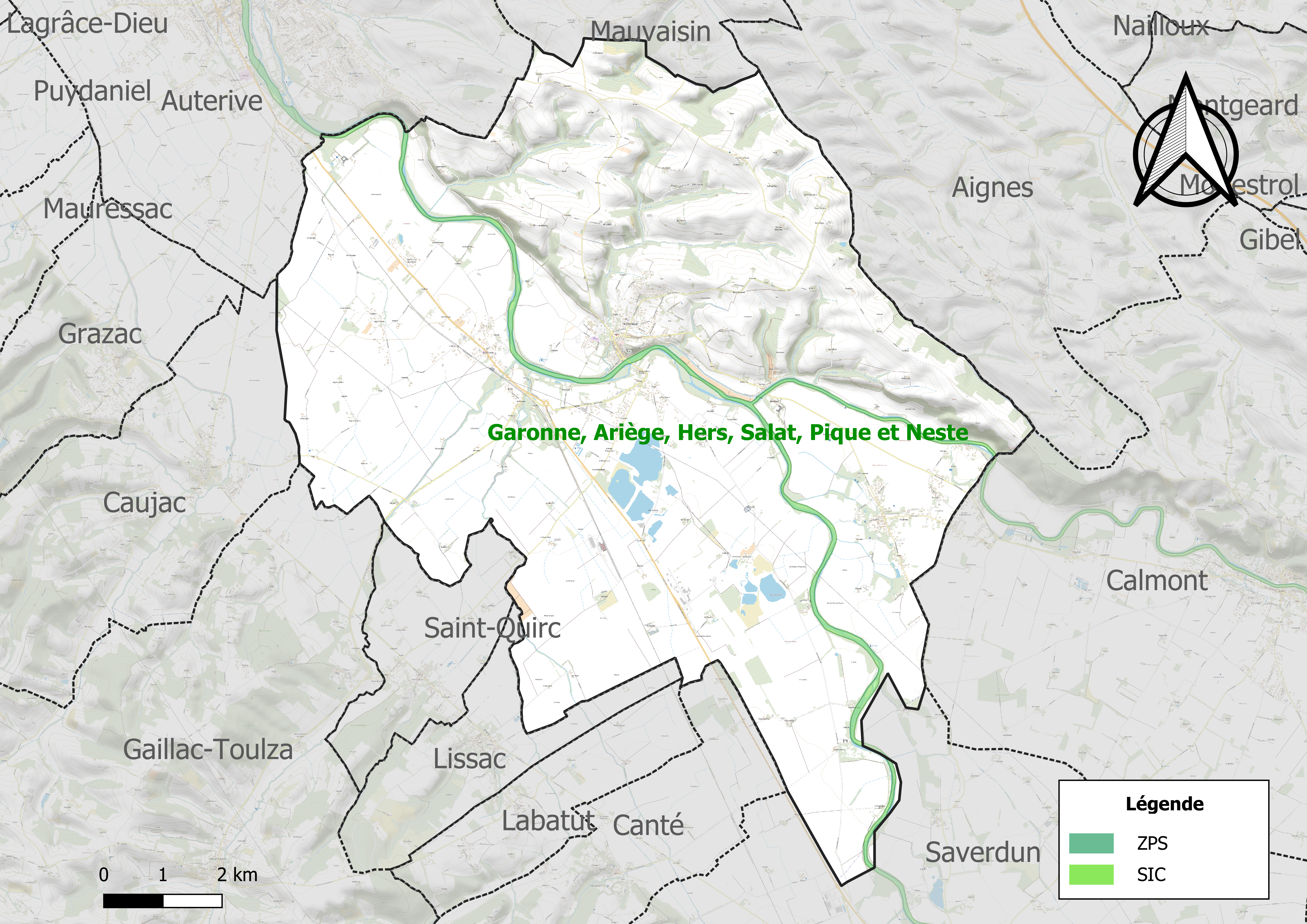
Site Natura 2000 sur le territoire communal.

Le réseau Natura 2000 est un réseau écologique européen de sites naturels d'intérêt écologique élaboré à partir des directives habitats et oiseaux, constitué de zones spéciales de conservation (ZSC) et de zones de protection spéciale (ZPS).
Un site Natura 2000 a été défini sur la commune au titre de la directive habitats : « Garonne, Ariège, Hers, Salat, Pique et Neste », d'une superficie de 9 581 ha, un réseau hydrographique pour les poissons migrateurs (zones de frayères actives et potentielles importantes pour le Saumon en particulier qui fait l'objet d'alevinages réguliers et dont des adultes atteignent déjà Foix sur l'Ariège.

#### Zones naturelles d'intérêt écologique, faunistique et floristique

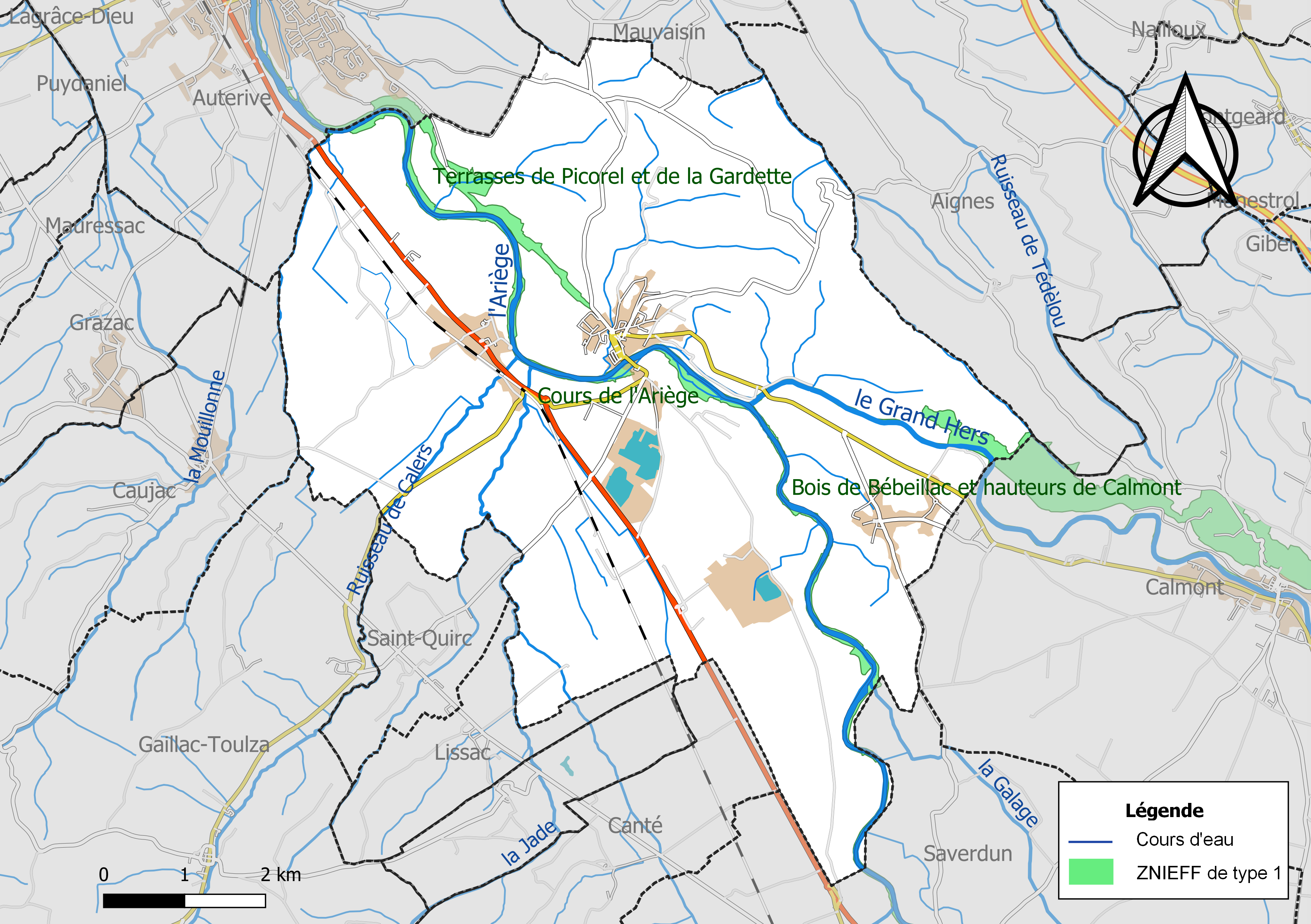
Carte des ZNIEFF de type 1 localisées sur la commune.

L’inventaire des zones naturelles d'intérêt écologique, faunistique et floristique (ZNIEFF) a pour objectif de réaliser une couverture des zones les plus intéressantes sur le plan écologique, essentiellement dans la perspective d’améliorer la connaissance du patrimoine naturel national et de fournir aux différents décideurs un outil d’aide à la prise en compte de l’environnement dans l’aménagement du territoire.
Quatre ZNIEFF de type 1 sont recensées sur la commune :
- les « bois de Bébeillac et hauteurs de Calmont » (262 ha), couvrant 4 communes dont une dans l'Ariège et trois dans la Haute-Garonne[23] ;
- le « cours de l'Ariège » (1 341 ha), couvrant 56 communes dont 43 dans l'Ariège et 13 dans la Haute-Garonne[24] ;
- le « cours de l'Hers » (891 ha), couvrant 41 communes dont 32 dans l'Ariège, sept dans l'Aude et deux dans la Haute-Garonne[25] ;
- les « terrasses de Picorel et de la Gardette » (50 ha), couvrant 2 communes du département[26] ;

et deux ZNIEFF de type 2, :
- « l'Ariège et ripisylves » (1 975 ha), couvrant 56 communes dont 43 dans l'Ariège et 13 dans la Haute-Garonne[27] ;
- « l'Hers et ripisylves » (1 417 ha), couvrant 41 communes dont 32 dans l'Ariège, sept dans l'Aude et deux dans la Haute-Garonne[28].

## Urbanisme

### Typologie
Au 1er janvier 2024, Cintegabelle est catégorisée commune rurale à habitat dispersé, selon la nouvelle grille communale de densité à sept niveaux définie par l'Insee en 2022.
Elle est située hors unité urbaine. Par ailleurs la commune fait partie de l'aire d'attraction de Toulouse, dont elle est une commune de la couronne,. Cette aire, qui regroupe 527 communes, est catégorisée dans les aires de 700 000 habitants ou plus (hors Paris),.

### Occupation des sols
L'occupation des sols de la commune, telle qu'elle ressort de la base de données européenne d’occupation biophysique des sols Corine Land Cover (CLC), est marquée par l'importance des territoires agricoles (87,9 % en 2018), en diminution par rapport à 1990 (90,6 %). La répartition détaillée en 2018 est la suivante : terres arables (82,2 %), forêts (5,8 %), zones agricoles hétérogènes (5,2 %), zones urbanisées (3,3 %), eaux continentales (1,6 %), mines, décharges et chantiers (1,2 %), prairies (0,5 %). L'évolution de l’occupation des sols de la commune et de ses infrastructures peut être observée sur les différentes représentations cartographiques du territoire : la carte de Cassini (XVIIIe siècle), la carte d'état-major (1820-1866) et les cartes ou photos aériennes de l'IGN pour la période actuelle (1950 à aujourd'hui).

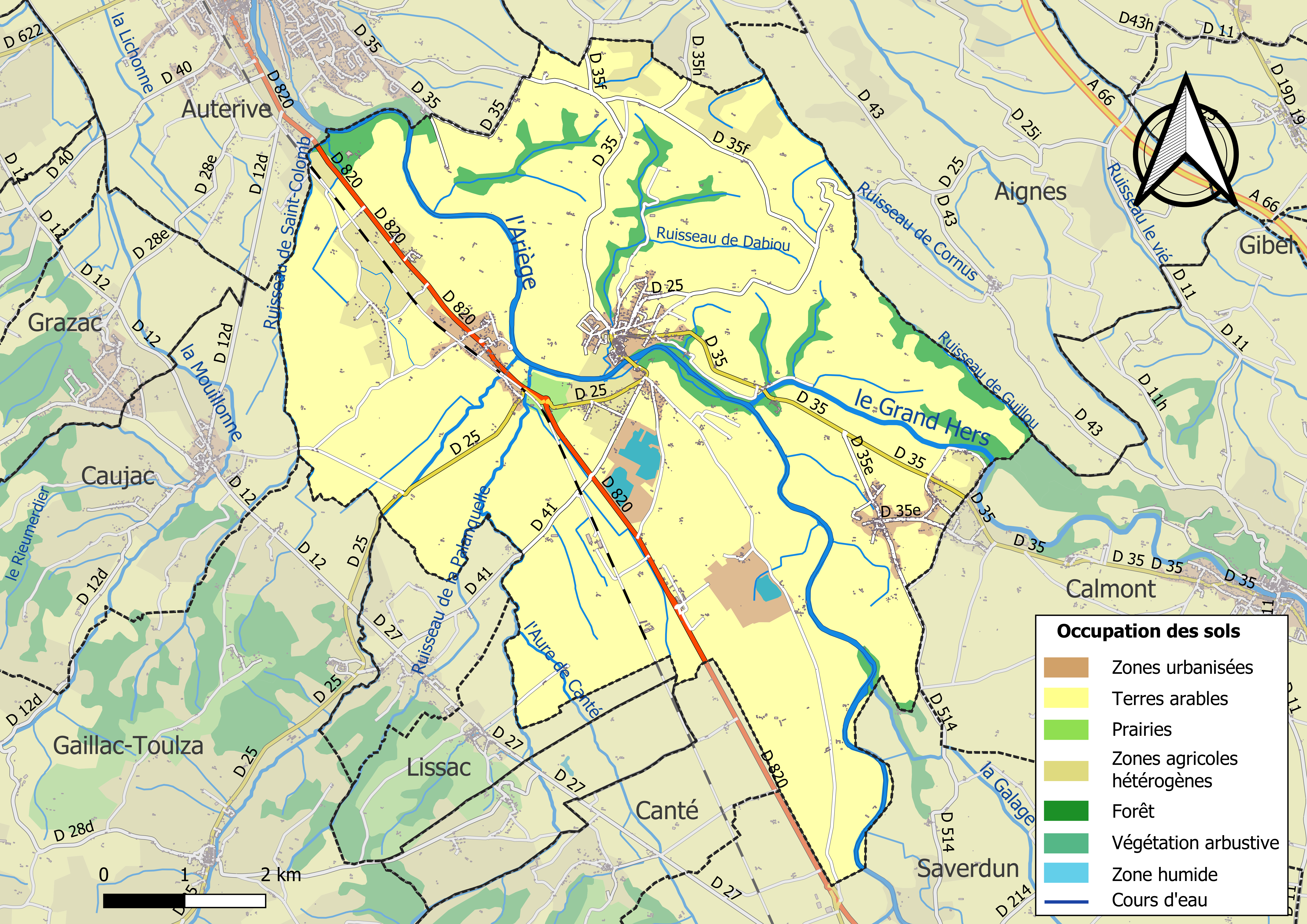
Carte des infrastructures et de l'occupation des sols de la commune en 2018 (CLC).

### Lieux-dits et écarts
- Anciennes paroisses des Baccarets et de Picarrou.
- Nombreux hameaux et lieux-dits dont Boulbonne (ancienne abbaye), Picarrou, Les Baccarets, Le Port, Fantou,

### Voies de communication et transports
- Par la route : ancienne RN 20.
- Par l'avion : aéroport Toulouse-Blagnac.

La ligne 318 du réseau Arc-en-Ciel permet de rejoindre la gare routière de Toulouse depuis le centre-ville.
La gare de Cintegabelle, implantée sur la commune, est desservie par des TER Occitanie effectuant des relations entre les gares de Toulouse-Matabiau, Foix et Latour-de-Carol - Enveitg essentiellement.

### Risques majeurs
Le territoire de la commune de Cintegabelle est vulnérable à différents aléas naturels : météorologiques (tempête, orage, neige, grand froid, canicule ou sécheresse), inondations, mouvements de terrains et séisme (sismicité très faible). Il est également exposé à un risque technologique, la rupture d'un barrage. Un site publié par le BRGM permet d'évaluer simplement et rapidement les risques d'un bien localisé soit par son adresse soit par le numéro de sa parcelle.

#### Risques naturels
Certaines parties du territoire communal sont susceptibles d’être affectées par le risque d’inondation par débordement de cours d'eau, notamment l'Hers-Vif, la Galage, la Jade et le ruisseau de Calers. La commune a été reconnue en état de catastrophe naturelle au titre des dommages causés par les inondations et coulées de boue survenues en 1982, 1992, 1994, 1996, 1998, 1999, 2000, 2005, 2009, 2018 et 2022,.

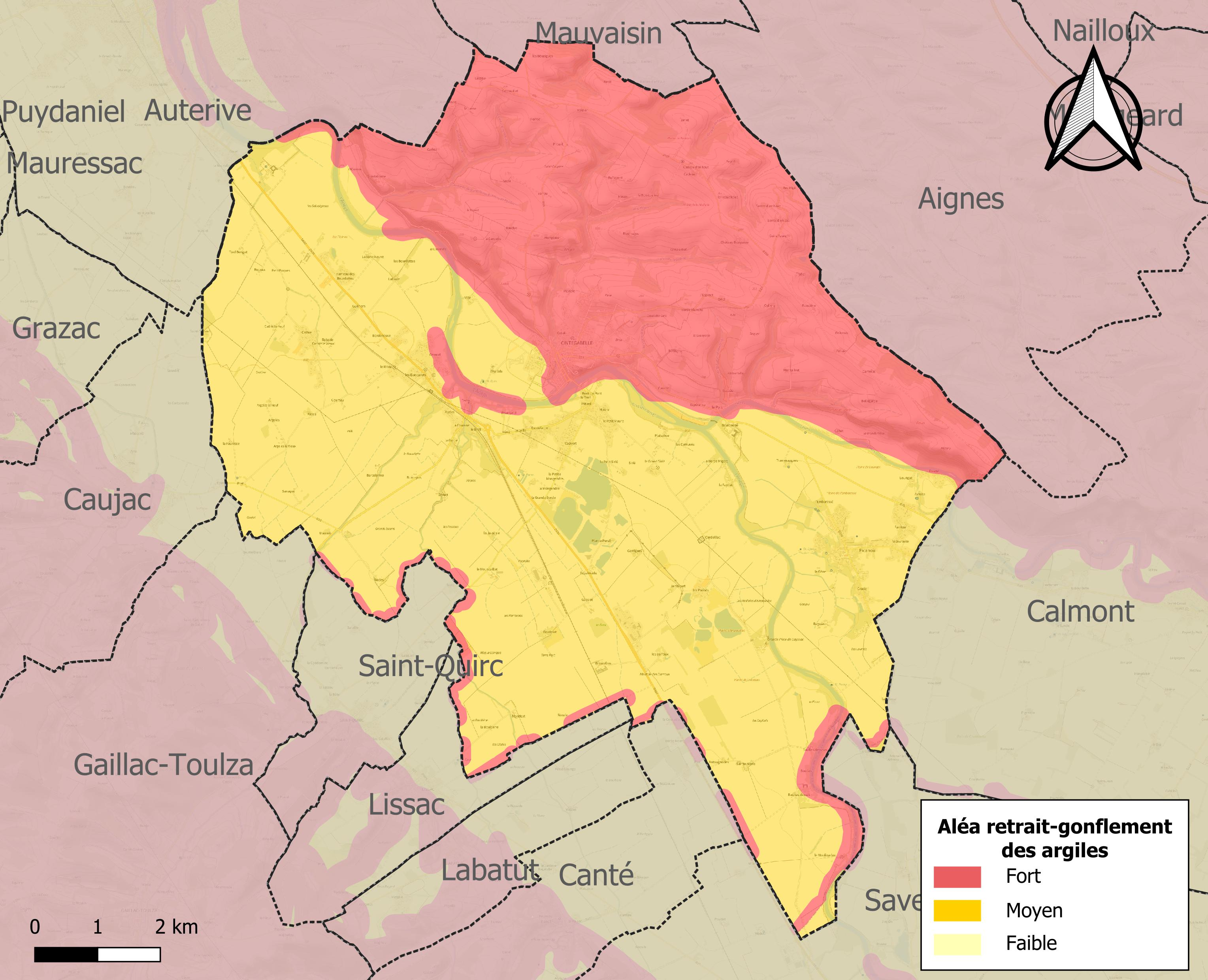
Carte des zones d'aléa retrait-gonflement des sols argileux de Cintegabelle.

La commune est vulnérable au risque de mouvements de terrains constitué principalement du retrait-gonflement des sols argileux. Cet aléa est susceptible d'engendrer des dommages importants aux bâtiments en cas d’alternance de périodes de sécheresse et de pluie. La totalité de la commune est en aléa moyen ou fort (88,8 % au niveau départemental et 48,5 % au niveau national). Sur les 1 298 bâtiments dénombrés sur la commune en 2019, 1 298 sont en aléa moyen ou fort, soit 100 %, à comparer aux 98 % au niveau départemental et 54 % au niveau national. Une cartographie de l'exposition du territoire national au retrait gonflement des sols argileux est disponible sur le site du BRGM,.
Par ailleurs, afin de mieux appréhender le risque d’affaissement de terrain, l'inventaire national des cavités souterraines permet de localiser celles situées sur la commune.
Concernant les mouvements de terrains, la commune a été reconnue en état de catastrophe naturelle au titre des dommages causés par la sécheresse en 1990, 2003, 2012 et 2017 et par des mouvements de terrain en 1999.

#### Risques technologiques
La commune est en outre située en aval des barrages de Montbel (Ariège), de Gnioure, de Naguilhes (Ariège), de Laparan (Ariège) et de Soulcem (Ariège). À ce titre elle est susceptible d’être touchée par l’onde de submersion consécutive à la rupture d'un de ces ouvrages.

## Toponymie
La plus ancienne attestation connue de ce nom est ipse alode de Sancta Gabella dans le testament de Hugues, évêque de Toulouse (960). Devic et Vaissete, dans leur Histoire générale de Languedoc, précisent même que Hugues avait donné à un de ses clercs, nommé Loup, l'église de Sainte-Marie où le corps de sainte Gabelle était inhumé. Ils ajoutent cependant qu'on ne sait rien de certain sur cette sainte.
Dans l'état actuel des connaissances, [pas clair] on doit en faire un hagiotoponyme, mais cette sainte n'apparaît nulle part ailleurs que dans l'ouvrage de Devic et Vaissete, qui, en outre, mettent son existence en doute. Il s'agit très probablement d'une sainte imaginée par les habitants de la région à partir d'un nom commun. Au Moyen Âge, en effet, on prêtait aux noms propres des vertus magiques. C'est ainsi qu'on modifiait le nom d'un saint ou d'une sainte de façon à en faire le guérisseur d'une maladie.
Dauzat[Qui ?] et ses successeurs ont rattaché[réf. nécessaire] ce toponyme à la gabela "l'impôt sur le sel". Or, celui-ci n'est attesté en français qu'à partir de 1330, et sans doute plus tard en occitan. Il vaut donc mieux se référer à l'occitan gavèla "javelle, gerbe de blé". L'occitan cincta est une remotivation, à partir d'une prononciation *sinta, variante de santa/senta, car il n'apparaît qu'au XVIe siècle, près de 300 ans après les attestations avec Santa/Sancta.

## Histoire

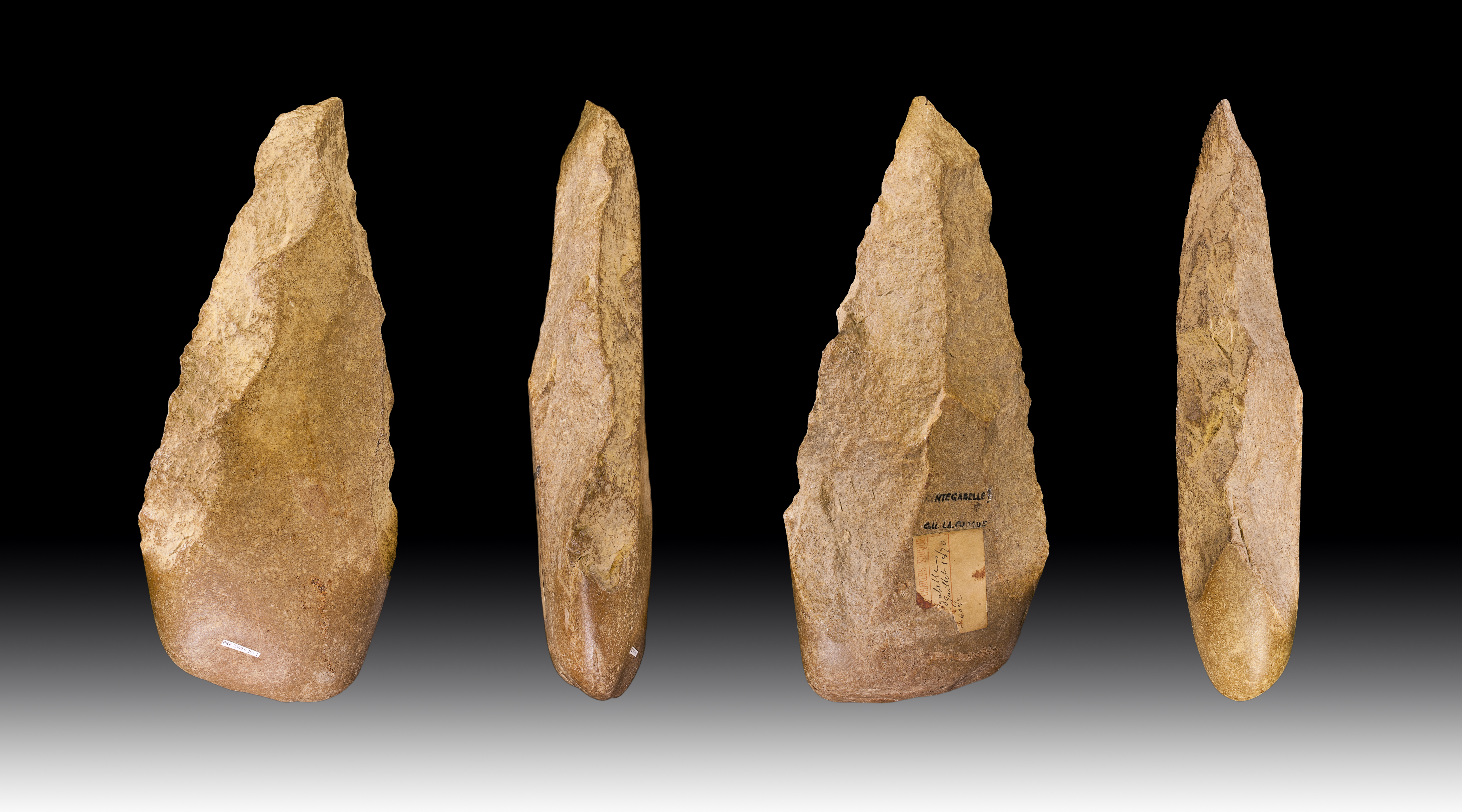
Biface de Cintegabelle - Muséum de Toulouse.
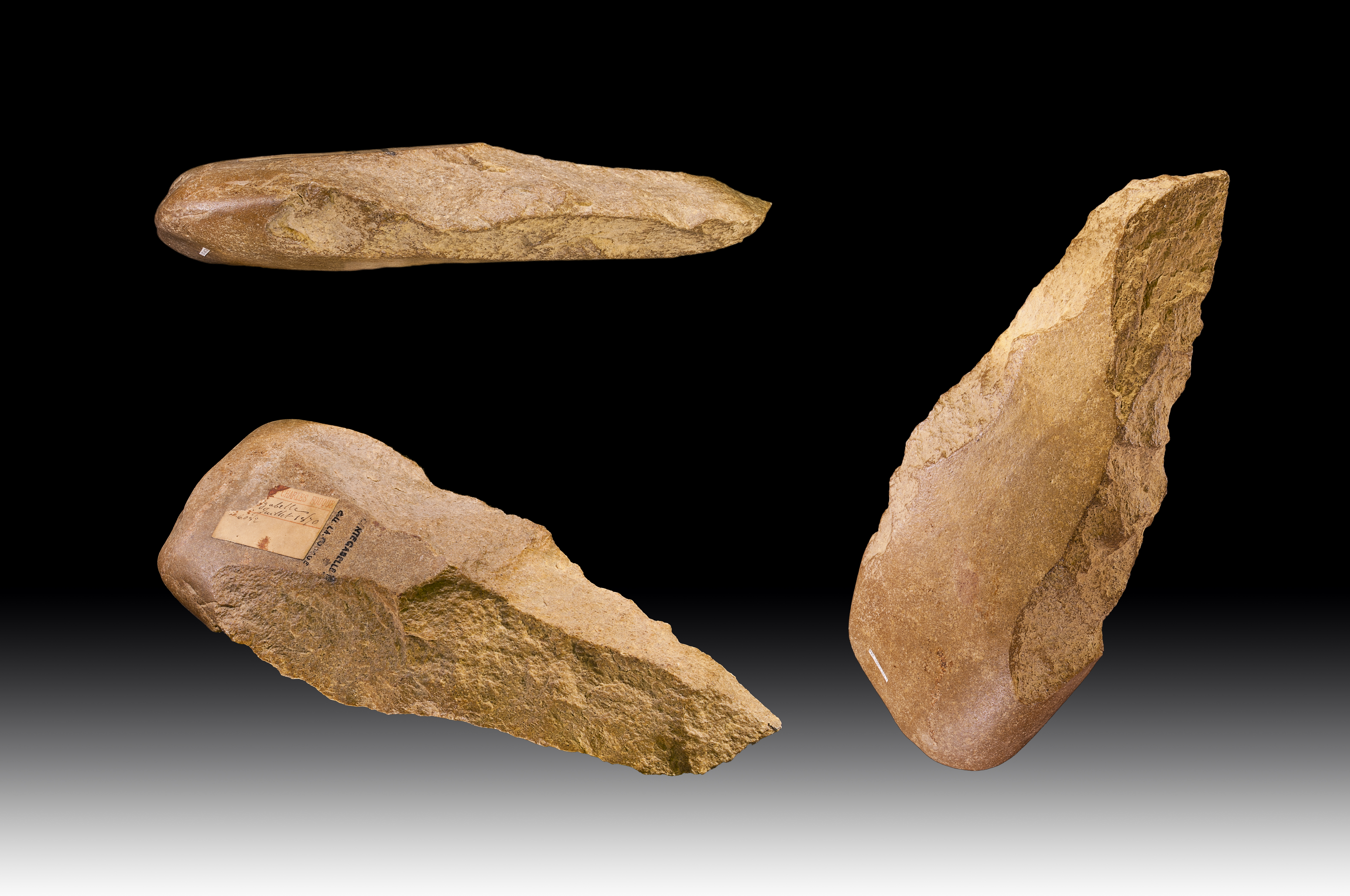
Biface de Cintegabelle - Muséum de Toulouse.

- Le territoire de la commune a été peuplé dès le paléolithique inférieur.
- Le XVIe siècle fut la grande époque de Cintegabelle grâce au pastel. On compta jusqu'à vingt-deux moulins à pastel.

Armée révolutionnaire bretonne

- Le 18 juin 1999 une explosion a endommagé la perception des impôts de Cintegabelle et provoqué des dégâts dans les maisons proches. L'attentat a été revendiqué par l'Armée révolutionnaire bretonne[37].

## Politique et administration

### Administration municipale
Le nombre d'habitants au recensement de 2011 étant compris entre 2 500 habitants et 3 499 habitants au dernier recensement, le nombre de membres du conseil municipal est de vingt trois,.

### Rattachements administratifs et électoraux
Commune faisant partie de la septième circonscription de la Haute-Garonne, de la communauté de communes du Bassin Auterivain et du canton d'Auterive (avant le redécoupage départemental de 2014, Cintegabelle était le chef-lieu de l'ex-canton de Cintegabelle).

## Population et société

### Démographie
L'évolution du nombre d'habitants est connue à travers les recensements de la population effectués dans la commune depuis 1793. Pour les communes de moins de 10 000 habitants, une enquête de recensement portant sur toute la population est réalisée tous les cinq ans, les populations de référence des années intermédiaires étant quant à elles estimées par interpolation ou extrapolation. Pour la commune, le premier recensement exhaustif entrant dans le cadre du nouveau dispositif a été réalisé en 2004.

En 2022, la commune comptait 2 994 habitants, en évolution de +3,28 % par rapport à 2016 (Haute-Garonne : +8,02 %, France hors Mayotte : +2,11 %).
| 1793  | 1800  | 1806  | 1821  | 1831  | 1836  | 1841  | 1846  | 1851  |
| ----- | ----- | ----- | ----- | ----- | ----- | ----- | ----- | ----- |
| 3 000 | 2 984 | 3 089 | 3 252 | 3 738 | 3 927 | 4 016 | 3 971 | 3 938 |

| 1856  | 1861  | 1866  | 1872  | 1876  | 1881  | 1886  | 1891  | 1896  |
| ----- | ----- | ----- | ----- | ----- | ----- | ----- | ----- | ----- |
| 4 142 | 4 099 | 4 039 | 3 712 | 3 501 | 2 626 | 2 584 | 2 442 | 2 346 |

| 1901  | 1906  | 1911  | 1921  | 1926  | 1931  | 1936  | 1946  | 1954  |
| ----- | ----- | ----- | ----- | ----- | ----- | ----- | ----- | ----- |
| 2 196 | 2 195 | 2 109 | 1 962 | 1 932 | 1 876 | 1 885 | 1 954 | 1 964 |

| 1962  | 1968  | 1975  | 1982  | 1990  | 1999  | 2004  | 2006  | 2009  |
| ----- | ----- | ----- | ----- | ----- | ----- | ----- | ----- | ----- |
| 1 796 | 1 818 | 1 921 | 2 061 | 2 215 | 2 341 | 2 483 | 2 495 | 2 618 |

| 2014  | 2019  | 2022  | - | - | - | - | - | - |
| ----- | ----- | ----- | - | - | - | - | - | - |
| 2 840 | 2 914 | 2 994 | - | - | - | - | - | - |

| selon la population municipale des années : | 1968 | 1975 | 1982 | 1990 | 1999 | 2006 | 2009 | 2013 |
| Rang de la commune dans le département      | 33   | 45   | 49   | 62   | 69   | 77   | 77   | 77   |
| Nombre de communes du département           | 592  | 582  | 586  | 588  | 588  | 588  | 589  | 589  |

### Enseignement
Cintegabelle fait partie de l'académie de Toulouse.
L'éducation est assurée sur la commune de Cintegabelle par la crèche, l'écoles maternelles et élémentaires. Depuis 2012 une Calandreta propose un enseignement Franco-Occitan. Un collège a ouvert en 2021.

### Santé
La commune possède un centre communal d'action sociale, une maison des solidarités, infirmiers, médecins, pharmacie,

### Manifestations culturelles et festivités
•  Fête de Cintegabelle
Chaque année, Cintegabelle accueille la fête locale, organisée par le comité des fêtes de Cintegabelle. Cet événement se déroule sur du vendredi soir au dimanche soir, généralement le premier week-end de septembre. Il propose diverses animations pour tous les âges, avec des concerts variés, des manèges, des repas conviviaux et d'autres activités festives destinées à rassembler les habitants et les visiteurs.
- Festival des Terrasses de Picarrou

Depuis 2010 le festival des Terrasses de Picarrou se déroule un mardi sur deux en juin et juillet sur la place Lucien-Canals à Picarrou. Chacune des cinq soirées gratuites appelée "Terrasse" aborde une thématique musicale différente en accueillant des artistes régionaux, nationaux et internationaux. Les têtes d'affiche du festival ont été successivement Kent et les Bombes 2 Bal en 2013, Murray Head en 2014, Bijou et Yves Jamait en 2015, Bill Deraime et Jean-Patrick Capdevielle en 2016, Art Mengo en 2017, Doolin' en 2018 et Michael Jones en 2019. La 11e édition a été annulée en raison de la situation sanitaire. Des concerts plus intimistes appelés "Les Terrasses d'Hiver" sont organisés régulièrement en octobre, février et avril dans la salle "Le Préau de l'école" à Picarrou.
- Fête des Baccarets tous les ans à la fin du mois d'août.
- École de musique, chorale, danse, théâtre, et de nombreuses autres associations y sont présentes[56].

### Activités sportives
Chasse, pétanque, randonnée pédestre, rugby à XV, football, tennis, judo, cyclotourisme, et de nombreuses autres spots y sont présents.

### Transition énergétique
La commune accueille des projets d’énergie renouvelable structurant pour l’ensemble du territoire. Ceux-ci s’inscrivent dans les objectifs du Plan Climat Air Energie Territorial (PCAET), un projet territorial de développement durable piloté par le Pays Sud Toulousain.
Fin 2023, 13,9 MWc (mégawatt crête) de capacités de production d’électricité d’origine renouvelable sont en exploitation sur la commune à partir de 3 installations photovoltaïques au sol, sur des terres communales incultes et non agricoles. Le premier projet a été inauguré le 13 avril 2019 : il s'agit d'un parc solaire de petite taille (0,5 ha), d'une puissance de 250 kWc (kilowatt crête), porté par la coopérative Enercoop Midi-Pyrénées. Le 10 mai 2022, est inauguré un second parc solaire, porté par la société Neoen : d'une puissance de 4,98 MWc pour une surface de 7,2 ha, il se situe lui aussi sur le site de l'ancienne activité de gravière à Cap Vert. Le 22 septembre 2023, la société Akuo inaugure sa deuxième centrale solaire flottante en France : d’une capacité de 8,7 MWc, la centrale de Cintegabelle prend place sur le lac du Cap Vert, un espace anthropisé de 19 hectares, immergé à la suite de la fin d'exploitation d’une gravière.
En complément, un projet éolien d’une puissance de total de 12 MW a été autorisé par arrêté préfectoral le 22 septembre 2022 et devrait entrer en exploitation d’ici 2028 sur la commune. Initié en 2014, ce projet éolien a la particularité d'être composé de deux sociétés : Engie Green (3 éoliennes) filiale d'Engie, et la société citoyenne locale Aganaguès (1 éolienne), créée en avril 2019 par 10 citoyens habitants le territoire, l’association Les Energies d'Aganaguès, Energie Partagée Investissement et la société coopérative d’intérêt collectif Enercoop Midi-Pyrénées. Lauréate 2018 de l'appel à projet "Energie Coopérative et Citoyenne" de l'Ademe et de la Région Occitanie, Aganaguès porte ainsi la 1ère éolienne citoyenne en Haute-Garonne.
Par ailleurs, une unité de méthanisation privée, Biogazd'Oc, produit du biogaz par injection depuis juillet 2023.
La commune de Cintegabelle fait donc sa part en matière de transition énergétique, produisant bien plus que ses besoins et permettant ainsi notamment à la métropole toulousaine d’être approvisionnée en énergie décarbonée.

### Biodiversités
Début 2024, plus de 300 arbres plantés en bord d’Ariège. Sur la rive gauche de l’Ariège en amont et en aval du pont de la D25, les plantations réalisées vont permettre de mieux tenir les berges de l’Ariège, d’amener des classes d’âge d’arbres plus jeunes et de lutter contre la Renouée du Japon toujours présente en aval du pont. Les espèces prévues à cet endroit sont des essences indigènes faisant partie du cortège Natura 2000 comme l’Érable champêtre ou plane, le Frêne commun, le Frêne oxyphylle ou encore l’Aulne glutineux. Un verger de fruitiers anciens a été planté en aval du pont en partie haute. Le reste des plantations concerne surtout la crête de berge avec un arbre tous les 8 mètres. Des arbres isolés ont aussi été positionnés sur l’ensemble du site. Une haie brise crue arbustive a été plantée le long du fossé en amont du pont.
Le long du ruisseau du Lavela, du parc communal jusqu’à sa confluence avec l’Ariège, des plantations d’enrichissement ont été effectuées dans les clairières avec des essences indigènes du cortège Natura 2000 (Tilleul à petites feuilles, Érable plane, Chêne pédonculé, Alisier torminal…).
En rive droite de l’Ariège et le long du domaine public fluvial, pour pallier un manque de végétation rivulaire et l’absence de ripisylve, des plantations d’enrichissement et de régénération naturelle ont été réalisées avec des essences du cortège Natura 2000 (Érable champêtre, Érable plane, Frêne commun et oxyphylle, Aulne glutineux, Chêne pédonculé et pubescent, Merisier, Alisier torminal, Tilleul à petites feuilles, Cormier…). Dans une approche de forêt comestible, un petit vergé communal a été mis en place dans la grande clairière en aval du site.

### Gestion des déchets
La collecte et le traitement des déchets des ménages et des déchets assimilés ainsi que la protection et la mise en valeur de l'environnement se font dans le cadre de la communauté de communes du Bassin Auterivain Haut-Garonnais,.
Sur la commune, il existe depuis le 1er janvier 2007 une déchèterie.

## Économie

### Revenus
En 2018 (données Insee publiées en septembre 2021), la commune compte 1 212 ménages fiscaux, regroupant 2 936 personnes. La médiane du revenu disponible par unité de consommation est de 21 300 € (23 140 € dans le département). 46 % des ménages fiscaux sont imposés (55,3 % dans le département).

### Emploi
|                | 2008  | 2013  | 2018  |
| -------------- | ----- | ----- | ----- |
| Commune        | 6,7 % | 9,9 % | 7,6 % |
| Département    | 7,7 % | 9,6 % | 9,3 % |
| France entière | 8,3 % | 10 %  | 10 %  |

En 2018, la population âgée de 15 à 64 ans s'élève à 1 791 personnes, parmi lesquelles on compte 77,2 % d'actifs (69,7 % ayant un emploi et 7,6 % de chômeurs) et 22,8 % d'inactifs,. Depuis 2008, le taux de chômage communal (au sens du recensement) des 15-64 ans est inférieur à celui de la France et du département.
La commune fait partie de la couronne de l'aire d'attraction de Toulouse, du fait qu'au moins 15 % des actifs travaillent dans le pôle,. Elle compte 522 emplois en 2018, contre 542 en 2013 et 476 en 2008. Le nombre d'actifs ayant un emploi résidant dans la commune est de 1 258, soit un indicateur de concentration d'emploi de 41,5 % et un taux d'activité parmi les 15 ans ou plus de 59,2 %.
Sur ces 1 258 actifs de 15 ans ou plus ayant un emploi, 222 travaillent dans la commune, soit 18 % des habitants. Pour se rendre au travail, 84,2 % des habitants utilisent un véhicule personnel ou de fonction à quatre roues, 7,8 % les transports en commun, 3,5 % s'y rendent en deux-roues, à vélo ou à pied et 4,4 % n'ont pas besoin de transport (travail au domicile).

### Activités hors agriculture

#### Secteurs d'activités
232 établissements sont implantés à Cintegabelle au 31 décembre 2019. Le tableau ci-dessous en détaille le nombre par secteur d'activité et compare les ratios avec ceux du département,.
| Secteur d'activité                                                                                        | Commune | Commune | Département |
| Secteur d'activité                                                                                        | Nombre  | %       | %           |
| --- | ------- | ------- | ----------- |
| Ensemble                                                                                                  | 232     | 100 %   | (100 %)     |
| Industrie manufacturière, industries extractives et autres                                                | 35      | 15,1 %  | (5,7 %)     |
| Construction                                                                                              | 45      | 19,4 %  | (12 %)      |
| Commerce de gros et de détail, transports, hébergement et restauration                                    | 48      | 20,7 %  | (25,9 %)    |
| Information et communication                                                                              | 5       | 2,2 %   | (4,1 %)     |
| Activités financières et d'assurance                                                                      | 9       | 3,9 %   | (3,8 %)     |
| Activités immobilières                                                                                    | 7       | 3 %     | (4,2 %)     |
| Activités spécialisées, scientifiques et techniques et activités de services administratifs et de soutien | 36      | 15,5 %  | (19,8 %)    |
| Administration publique, enseignement, santé humaine et action sociale                                    | 21      | 9,1 %   | (16,6 %)    |
| Autres activités de services                                                                              | 26      | 11,2 %  | (7,9 %)     |

Le secteur du commerce de gros et de détail, des transports, de l'hébergement et de la restauration est prépondérant sur la commune puisqu'il représente 20,7 % du nombre total d'établissements de la commune (48 sur les 232 entreprises implantées à Cintegabelle), contre 25,9 % au niveau départemental.

#### Entreprises et commerces
Les cinq entreprises ayant leur siège social sur le territoire communal qui génèrent le plus de chiffre d'affaires en 2020 sont :
- CTA Edwin, contrôle technique automobile (163 k€) ;
- Abs Top Etudes - Abs-Te, ingénierie, études techniques (126 k€) ;
- Sofipar Hepta, activités des sociétés holding (73 k€) ;
- Regalon Xavier, intermédiaires du commerce en meubles, articles de ménage et quincaillerie (41 k€) ;
- CMC Coaching, conseil pour les affaires et autres conseils de gestion (33 k€).

L'agriculture basée sur la culture de céréales (maïs, blé…) a encore une place importante mais tend à diminuer en faveur de zones résidentielles liées à la proximité de l'agglomération toulousaine puisque Cintegabelle se trouve dans son aire urbaine. L'artisanat ainsi que le commerce y sont bien représentés.

### Agriculture
La commune est dans « les Vallées », une petite région agricole consacrée à la polyculture sur les plaines et terrasses alluviales qui s’étendent de part et d’autre des sillons marqués par la Garonne et l’Ariège. En 2020, l'orientation technico-économique de l'agriculture sur la commune est la culture de céréales et/ou d'oléoprotéagineuses.
|               | 1988  | 2000  | 2010  | 2020  |
| ------------- | ----- | ----- | ----- | ----- |
| Exploitations | 84    | 58    | 39    | 39    |
| SAU (ha)      | 3 542 | 3 424 | 3 228 | 3 320 |

Le nombre d'exploitations agricoles en activité et ayant leur siège dans la commune est passé de 84 lors du recensement agricole de 1988 à 58 en 2000 puis à 39 en 2010 et enfin à 39 en 2020, soit une baisse de 54 % en 32 ans. Le même mouvement est observé à l'échelle du département qui a perdu pendant cette période 57 % de ses exploitations,. La surface agricole utilisée sur la commune a également diminué, passant de 3 542 ha en 1988 à 3 320 ha en 2020. Parallèlement la surface agricole utilisée moyenne par exploitation a augmenté, passant de 42 à 85 ha.

## Culture locale et patrimoine

### L'abbaye de Boulbonne
Classée Monument Historique en 1981, l'abbaye de Boulbonne date du début du XVIIIe siècle. Elle ne doit pas être confondue avec la première abbaye de Boulbonne, fondée au XIIe siècle et détruite par les Huguenots en 1567. L'abbaye située sur le territoire de la commune de Cintegabelle a été vendue à la Révolution, ce qui explique qu'une bonne partie du mobilier se retrouve de nos jours en l'église paroissiale. Mais cela est bien peu comparé à toutes les richesse que possédait l'abbaye, forte des nombreux dons des seigneurs de la région.
L'église de l'abbaye n'est plus, mais il reste les façades, la salle capitulaire, le réfectoire, et une partie du cloître. De même, les pigeonniers et les écuries sont toujours là,.

### Église Notre-Dame
L'église Notre-Dame de Cintegabelle est une église en brique foraine toulousaine, imposante, remaniement au XVe siècle d'un édifice plus ancien, elle est classée monument historique depuis 1984.

#### Objets d'art
De nombreux objets d'art dignes d'intérêts y sont conservés :
- des toiles de Jean-Baptiste Despax (1709-1773), à qui on doit la décoration de la chapelle des Carmélites à Toulouse, qui prennent place de part et d'autre d'une crucifixion (1700) de Jean Simon. Ces quatre tableaux, placés dans le chœur pentagonal, sont classés monuments historiques depuis 1906. D'autres toiles de Despax sont visibles : la vision de saint Benoît (classé en 1914), La Sainte-Famille (classement en 1908). Ces toiles proviennent de l'abbaye de Boulbonne, que les révolutionnaires avaient vidé.
- provenant du même lieu, la chaire du XVIIIe siècle, classée en 1931 ;
- les fonts baptismaux, d'une grande rareté, sont en plomb et datent du XIIIe siècle. Ils présentent des décors sur chaque face. Ils ont été classés dès 1901 ;
- Une cloche en bronze datant de 1432 a été classée en 1906.

#### L'orgue
L'église de Cintegabelle est surtout connue pour son orgue, dont la construction originelle, en 1742, est attribuée à Christophe Moucherel. Il fut relevé et complètement revu par Jean-François Lépine en 1754. Cet instrument provient de l'abbaye de Boulbonne, et fut acheté, à la Révolution française, en 1798, par le citoyen Jacques Fageadet pour 615 francs. On commença l'installation de l'orgue dans la tribune de l'église en 1806. Elle ne se termina qu'en 1819.
Le buffet, de style Louis XVI, en lui-même est un chef-d'œuvre classé monument historique en 1906, avec ses angelots musiciens et ses atlantes dorés, imposant dans cet édifice qui ne fut pas à l'origine prévu pour recevoir un instrument de cette taille.
La partie instrumentale (qui elle aussi fut classée en 1972) n'en est pas moins remarquable, avec ses 3 claviers et un pédalier « à la française » sur lesquels se répartissent 34 jeux. La dernière restauration (et en grande partie reconstruction, puisqu'il s'est agi de revenir à un orgue de style classique alors que l'orgue de Cintegabelle avait été modifié de multiples fois au fil des ans) date de 1989.
Ces orgues ont déjà fait l'objet d'une discographie conséquente. Le 28 mai 2011, un timbre le représentant est édité.

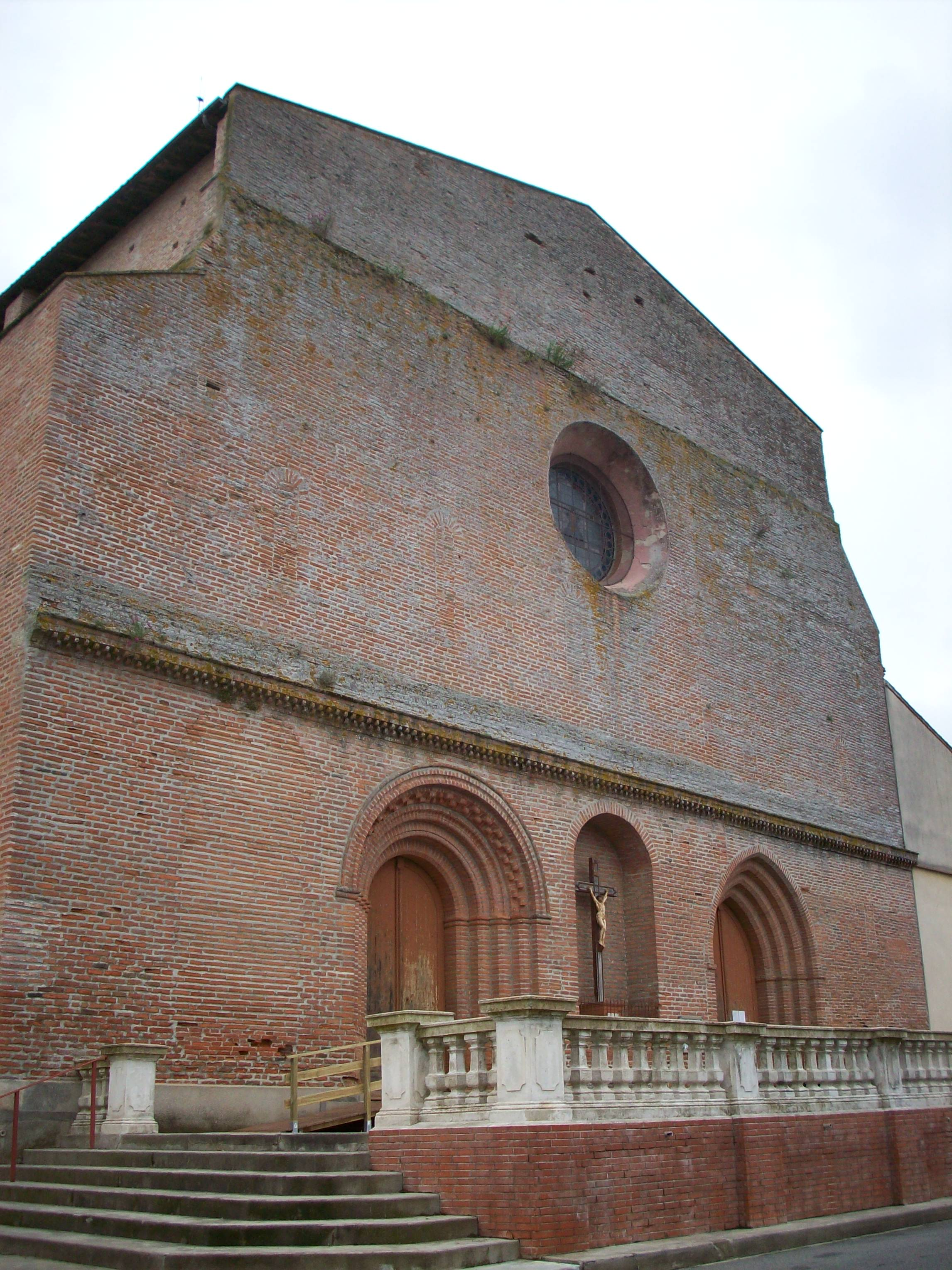
L'église Sainte-Vierge-de-la-Nativité.
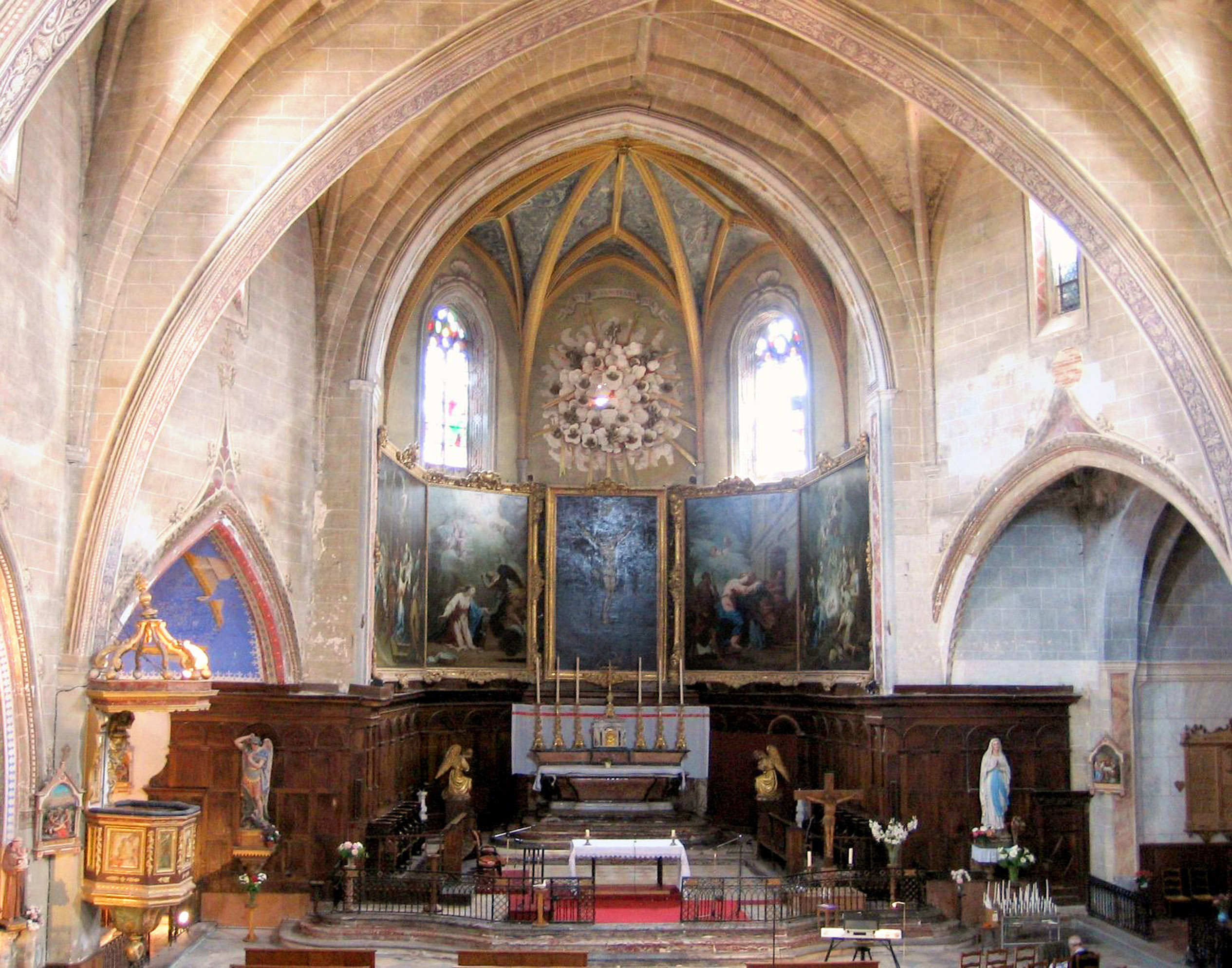
Le chœur de l'église, avec les tableaux de Jean-Baptiste Despax
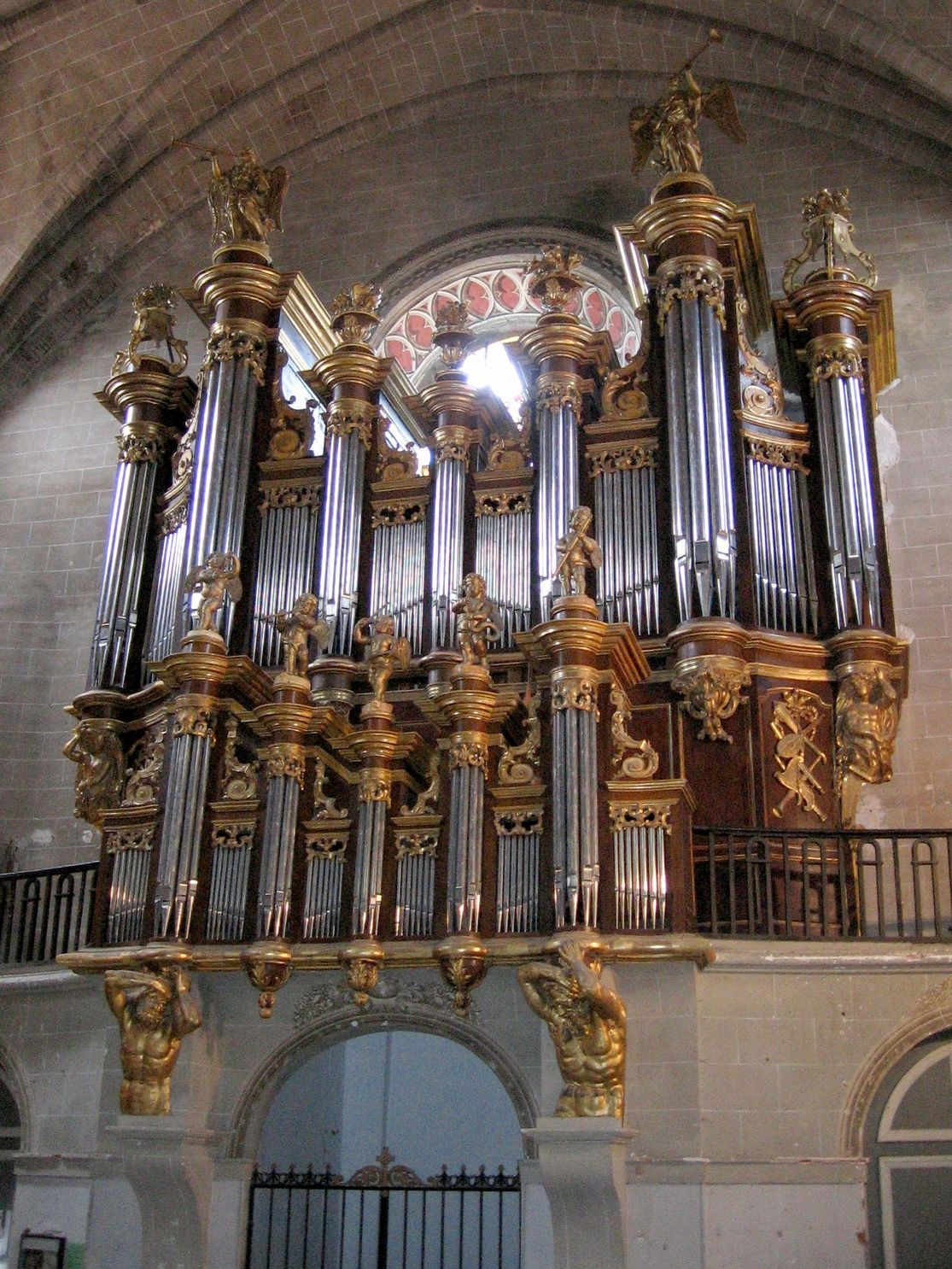
Le buffet de l'orgue.
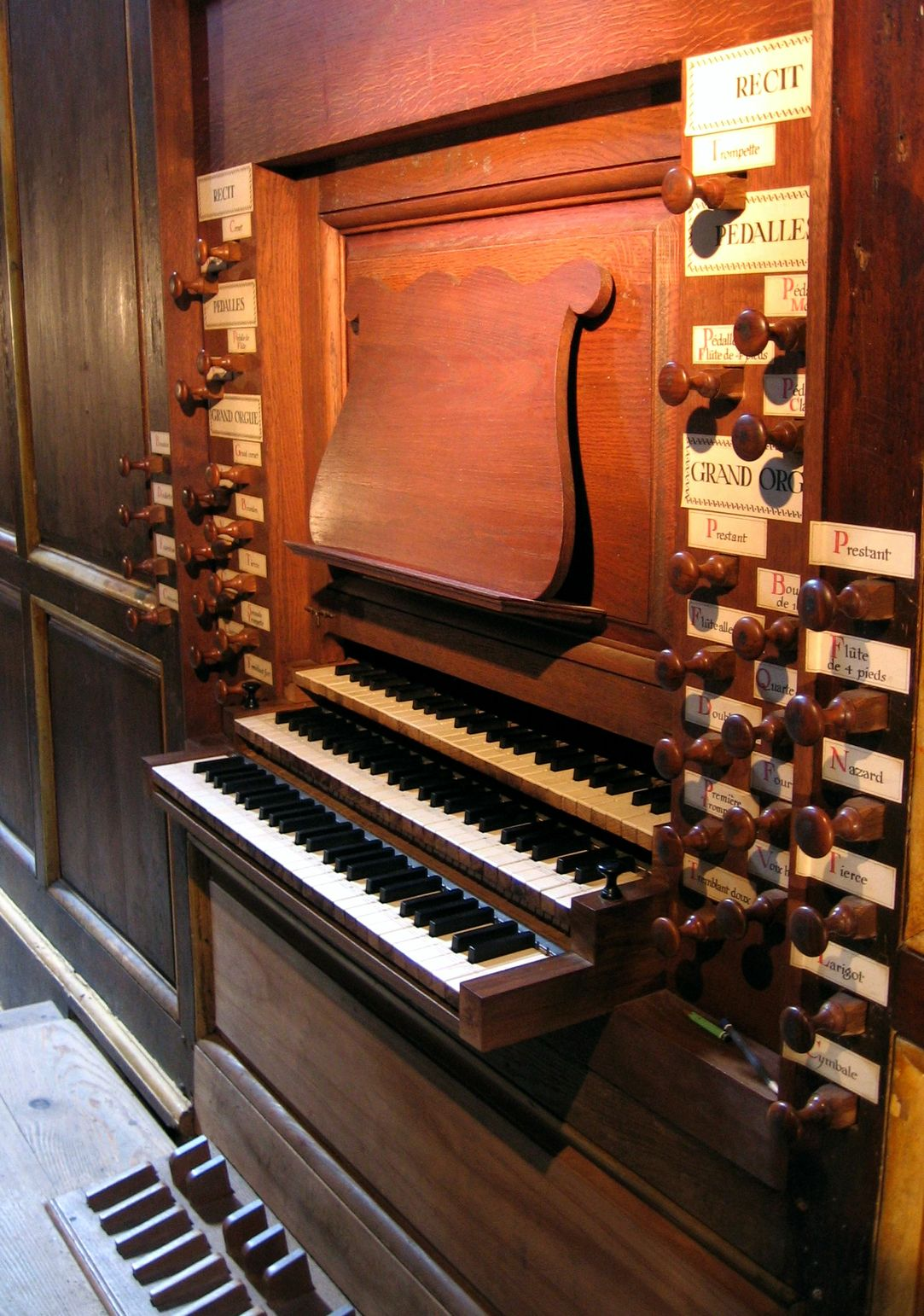
Les claviers de l'orgue.

### Autres monuments
- Église Notre-Dame-de-la-Salvetat des Baccarets.
- Église Notre-Dame-de-Tramesaygues de Picarrou.
- Pont sur l'Ariège.
- Château du Secourieu (XIIIe siècle).
- Pigeonnier de Bouissou.
- Château d'Ampouillac.
- Manoir de Lagarde.

### Personnalités liées à la commune
- Bertrand Clauzel (1772-1842), général d’Empire, puis maréchal de France.
- Lionel Jospin fut le conseiller général du canton de 1988 à 2002.
- Aloys Kunc (1832-1895) : organiste, compositeur et chef d'orchestre.
- Philippe Marocco : joueur de rugby à XV.
- Jean-Marie Bisaro : joueur de rugby à XV.
- Roger Armengaud (1925-2008) : ancien journaliste à La Croix du Midi, historien et archéologue du village. L'ouvrage majeur de cet auteur est l'histoire de l'abbaye de Boulbonne. Il reçut pour l'ensemble de ses ouvrages la médaille d'argent de la Société archéologique du Midi de la France.

### Anecdotes
Les Chevaliers du Fiel citent Cintegabelle dans leur chanson paillarde « La Simca 1000 » :
« [...] On est allé danser au Kilimandjaro
Tous les deux mots tu faisais un rot,
Mais putain que tu étais belle
Comme la mairie de Cintegabelle [...] ».

### Héraldique
| Cintegabelle | Son blasonnement est : D'azur à la gerbe de blé d'or, au chef cousu de gueules chargé de trois étoiles aussi d'or. |

#### Pour l’archéologie concernant Cintegabelle
- Cf. Michel Labrousse dans Gallia T. XXIV, 1966 ; T. XXVI, 1968 ; T. XXVIII, 1970 ; T. XXX, 1972 ; T. XXXII, 1974 ; T. XXXIV, 1976 ; T. XXXVI, 1978.

Depuis le 16 septembre 2012, on peut visiter une salle d'exposition d'archéologie. Elle se situe au premier étage de la mairie (heures d'ouverture). Elle retrace l'histoire des premiers hommes qui ont peuplé la commune, de la préhistoire à l'époque médiévale.

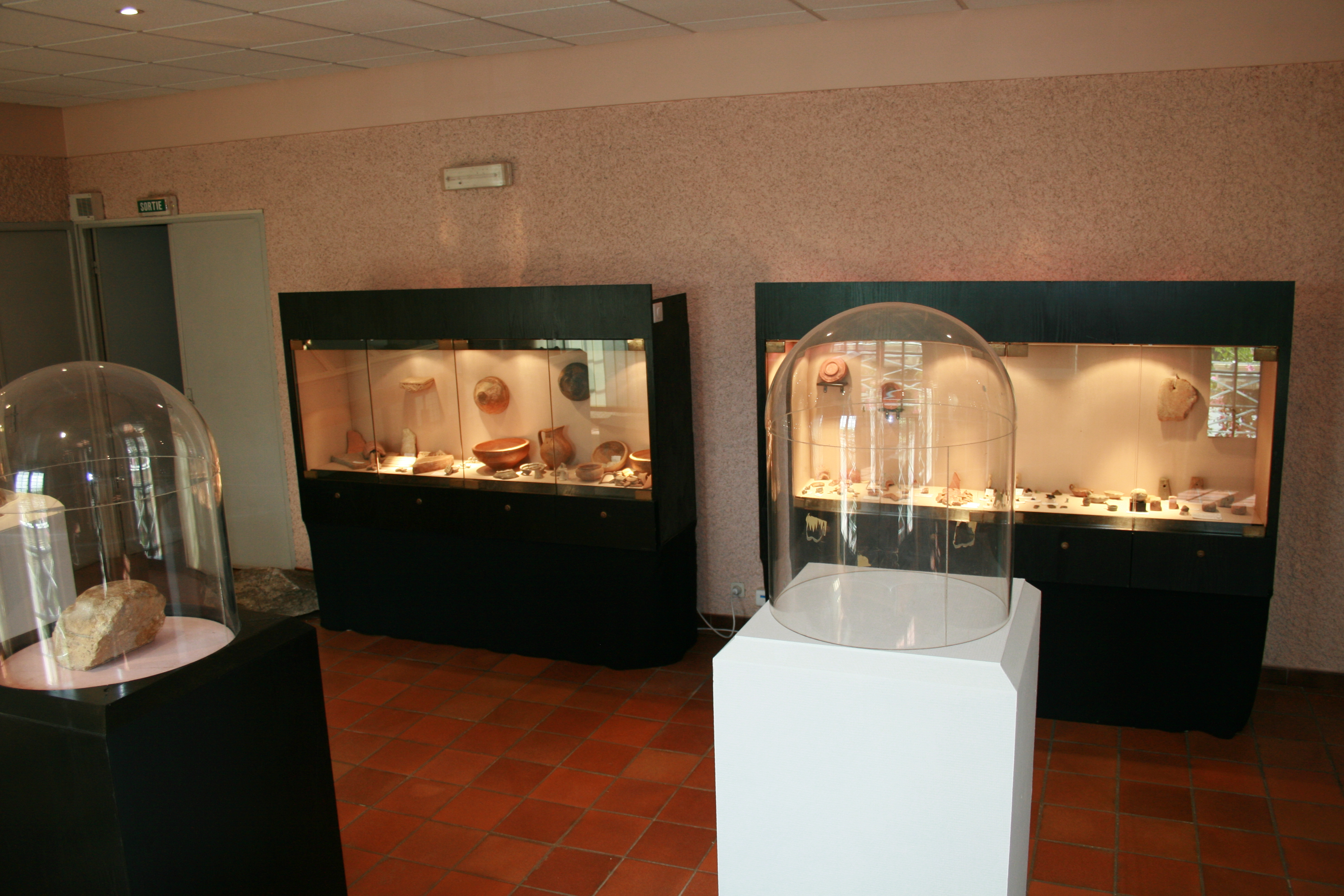
Vitrines du musée.
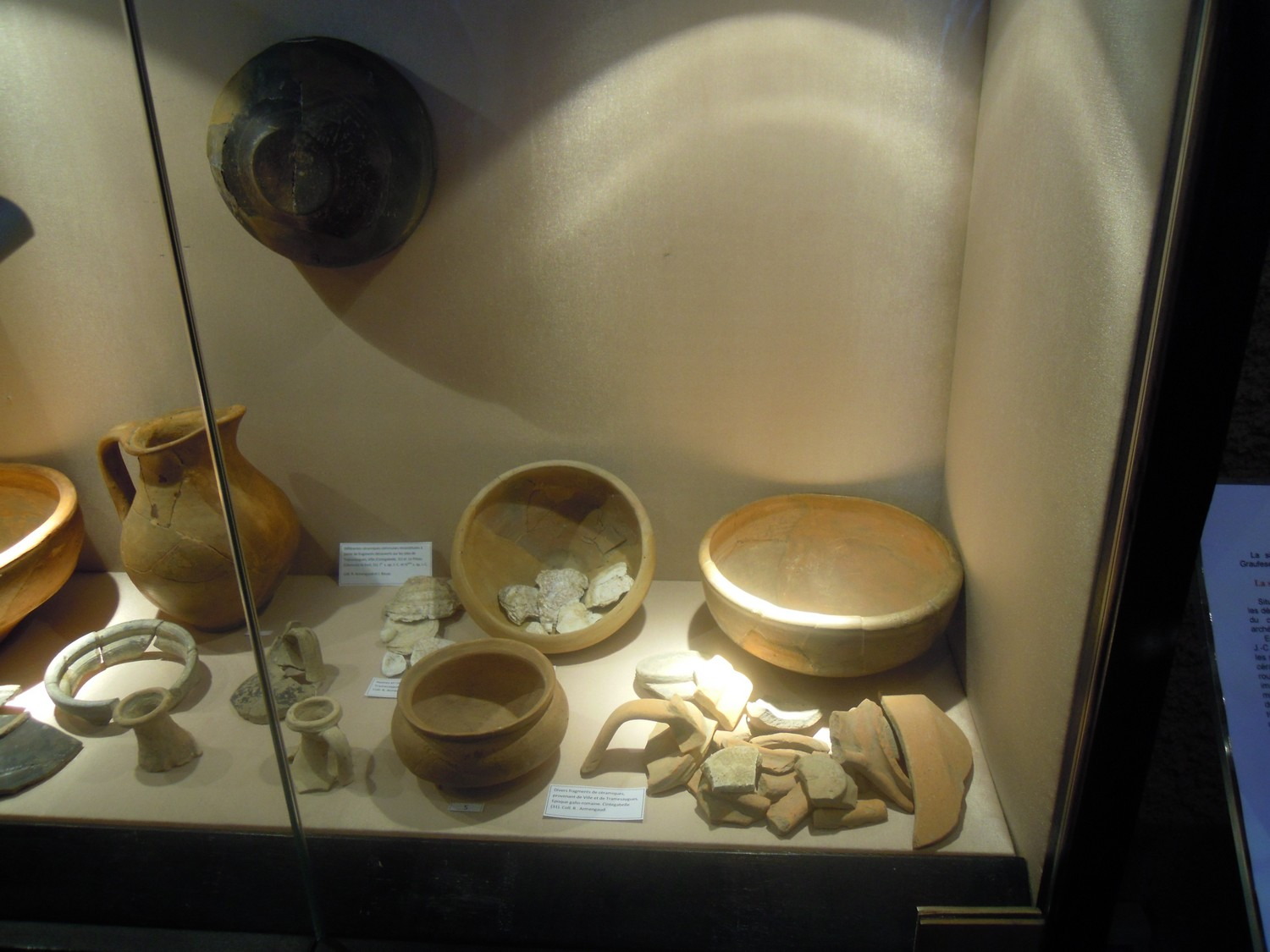
Céramiques communes.

#### Ouvrages
- Armengaud, Roger, Ycart, Roger, Cintegabelle, châtellenie royale en pays toulousain, 1983
- Armengaud, Roger, Boulbonne. Le Saint-Denis des comtes de Foix, Mazères, Édité par l’Association pour le Développement du Tourisme de Mazères, 1993, 328 p.

#### Articles
- Armengaud, Roger, "Une châtellenie royale en Lauragais : Cintegabelle", Archistra, 1975, no 16
- Armengaud, Roger, "Ampouillac : une grange de l’Abbaye de Boulbonne", Archistra, 1980, no 48, 1981, no 49.
- Armengaud, Roger, "Un terroir du pays toulousain de la colonisation romaine à la guerre des albigeois : Tramesaygues", Bulletin de la Société Ariégeoise Sciences Lettres et Arts, 1981, p. 5-74.
- Armengaud, Roger, "Boulbonne, une abbaye aux frontières des comtés de Foix et du Languedoc (1130-1790)", Revue de Comminges, Pyrénées Centrales, tome XCVII, 1984, p. 193-212.
- Armengaud, Roger, "Un tableau de Jean II Michel peintre des Capitouls", L’Auta, mai 1994, p. 151-152.
- Renoux, Guillaume, « Note épigraphique sur deux inscriptions en occitan à Cintegabelle (Haute-Garonne)», L’Auta, avril, 2025, p. 142-146.
- Renoux, Guillaume, « L’archéologie à Cintegabelle : Roger Armengaud vingt ans de recherches », L’Auta, 5° série, n°48, octobre, 2013, p. 296-302.
- Renoux, Guillaume, « Une inscription lapidaire inédite du XVIe siècle : de Cintegabelle à Saint-Jacques de Compostelle, des Pères de l’Eglise aux guerres de religion », L'Auta, 2017, p. 65-72.
- Renoux, Guillaume, « Le meurtre du Baron de la tombelle à Cintegabelle en 1873 », Revue du Patrimoine du Muretain, numéro 24, 2022, p. 129-145.
- Renoux, Guillaume, « Le meurtre d’Ampouillac : les éléments d’une enquête », L’Auta, aout-septembre 2019, p. 273-281.
- Renoux, Guillaume, « L’histoire du bureau de tabac de Cintegabelle : une chanson engagée du XIXe siècle », L’Auta, mars 2019, p. 115-122.
- Renoux, Guillaume, « L’orgue de Cintegabelle : une histoire séculaire », Bulletin municipal de Cintegabelle, décembre 2022, p. 9
- Didier Catarina, Quand une abbaye défiait la Province : Boulbonne contre Cintegabelle, une querelle de frontière entre Foix et Languedoc au XVIIIe siècle, Toulouse, Amis des archives de la Haute-Garonne, coll. « Petite Bibliothèque / supplément à la Lettre des Amis n° 271 » (no 191), 2015, 48 p.